# Wasserscheide (Bad Münstereifel)
Wasserscheide ist ein Wohnplatz, der zur Stadt Bad Münstereifel im Kreis Euskirchen, Nordrhein-Westfalen und zur Dörfergemeinschaft und ehemals eigenständigen Gemeinde Mutscheid gehört.

## Lage
Die Ortschaft liegt etwa 10 km südöstlich der Kernstadt von Bad Münstereifel und gehört zu dem 500 m weiter südlich gelegenen Dorf Esch. Ihr Name leitet sich von der Wasserscheide zwischen den Flüssen Erft im Norden und Ahr im Süden ab, die durch die Ortschaft verläuft. Am südwestlichen Ortsrand verläuft die Landesstraße 165 von Bad Münstereifel nach Schuld, am nordwestlichen beginnt die Landesstraße 113 nach Rheinbach und Bonn.

## Geschichte
Zur Geschichte der Wasserscheide siehe die Geschichte von Esch.

## Verkehr
Die VRS-Buslinie 822 der RVK verbindet den Ort mit Bad Münstereifel und weiteren Nachbarorten, überwiegend als TaxiBusPlus im Bedarfsverkehr.
| Linie | Verlauf |
| ----- | --- |
| 822   | MiKE (außer im Schülerverkehr): (Bad Münstereifel Gewerbegeb./Ärzteh. →/ Rathaus ←) Bad Münstereifel Bf – Eifelbad – Eicherscheid – Langscheid / Vollmert – Schönau – (Mahlberg ←) Wasserscheide – Esch – Honerath – Berresheim – Hardtbrücke – Ellesheim – Mutscheid – Nitterscheid – Sasserath – Hilterscheid – Ohlerath (– Rupperath / Wershofen) |

Die Grundschulkinder werden zur katholischen Grundschule St. Helena nach Mutscheid gebracht. 